# Cantone di Lalbenque
Il Cantone di Lalbenque era una divisione amministrativa dell'arrondissement di Cahors.
È stato soppresso a seguito della riforma complessiva dei cantoni del 2014, che è entrata in vigore con le elezioni dipartimentali del 2015.
Comprendeva i comuni di:
- Aujols
- Bach
- Belfort-du-Quercy
- Belmont-Sainte-Foi
- Cieurac
- Cremps
- Escamps
- Flaujac-Poujols
- Fontanes
- Laburgade
- Lalbenque
- Montdoumerc
- Vaylats